# Heuchelheim (Amöneburg)
Heuchelheim ist eine mittelalterliche Wüstung auf dem Gebiet der mittelhessischen Stadt Amöneburg im Landkreis Marburg-Biedenkopf. Zusammen mit der Mühle Heuchelheim und einer Dorfkirche wird der Ort erstmals in der Heberolle des Bistums Mainz von 1248 als Huchilinheim sowie Huchelheim genannt. Spätere Bezeichnungen waren Hvchelhem (1266), Hukelhen iuxta Ameneburg (1269), Huchilnheim (1324) und Huchilheim (1380).
Der Hof Heuchelheim war 1360 an Konrad von Seelheim verpfändet, 1368 und 1404 an Volprecht von Radenhausen.
Die Mühle brannte vor 1356 ab und wurde bis spätestens 1368 neu errichtet. Sie war jedoch wohl bereits 1388 nicht mehr vorhanden. 1433 gingen die Ländereien von Huchelnheyn durch Schenkung in den Besitz der Stadt Amöneburg über, die Siedlung findet seitdem keine Erwähnung mehr.